# V Governo Constitucional de Timor-Leste
O V Governo Constitucional de Timor-Leste foi o quinto governo de Timor-Leste desde a declaração de independência de Timor-Leste a 20 de maio de 2002. É o segundo mandato do primeiro-Ministro Xanana Gusmão, de 8 de agosto de 2012 a 16 de fevereiro de 2015. Depois disso, ele renunciou voluntariamente de seu posto.

## Membros do governo
| Membros do V Governo                                          |                                                               |
| Nome                                                          | Cargo                                                         |
| Xanana Gusmão (CNRT)                                          | Primeiro Ministro, Ministro da Defesa e Segurança             |
| Fernando La Sama de Araújo (PD)                               | Vice-Primeiro Ministro, Coordenador de Assuntos Sociais       |
| Ministros                                                     |                                                               |
| Hermenegildo Ágio Pereira (CNRT)                              | Ministro do Conselho de Ministros                             |
| Emília Pires (independente)                                   | Ministro do Planeamento e Finanças                            |
| José Luís Guterres (FM)                                       | Ministro dos Negócios Estrangeiros                            |
| Jorge da Conceição Teme (FM)                                  | Ministro da Administração Estatal                             |
| Mariano Assanami Sabino Lopes (PD)                            | Ministro da Agricultura, Florestas e Pescas                   |
| Dionísio da Costa Babo Soares (CNRT)                          | Ministro da Justiça                                           |
| Sérgio Gama da Costa Lobo (CNRT)                              | Ministro da Saúde                                             |
| Bendito dos Santos Freitas (CNRT)                             | Ministro da Educação e Cultura                                |
| António da Conceição (PD)                                     | Ministro do Comércio, Indústria e Ambiente                    |
| Isabel Amaral Guterres (independente)                         | Ministra da Solidariedade Social                              |
| Gastão Francisco de Sousa (PD)                                | Ministro das Obras Públicas                                   |
| Pedro Lay (independente)                                      | Ministro dos Transportes e Comunicações                       |
| Alfredo Pires (CNRT)                                          | Ministro do Petróleo e Recursos Naturais                      |
| Francisco Kalbuadi Lay (CNRT)                                 | Ministro do Turismo                                           |
| Vice-ministros                                                |                                                               |
| Santina José Rodrigues Ferreira Viegas Cardoso (independente) | Vice-Ministro das Finanças                                    |
| Constâncio da Conceição Pinto (PD)                            | Vice-Ministro das Relações Externas                           |
| Marcos da Cruz (PD)                                           | Vice-Ministro da Agricultura e Pescas                         |
| Ivo Jorge Valente (CNRT)                                      | Vice-Ministro da Justiça                                      |
| Natália de Araújo (CNRT)                                      | Vice-Ministra da Saúde para a Ética e Serviços                |
| Maria do Céu Sarmento (CNRT)                                  | Vice-Ministra da Saúde para Gestão, Assistência e Recursos    |
| Dulce de Jesus Soares (CNRT)                                  | Vice-Ministra da Educação Básica                              |
| Virgílio Simith (CNRT)                                        | Vice-Ministro do Ensino Secundário                            |
| Marçal Avelino Ximenes (CNRT)                                 | Vice-Ministro do Ensino Superior e da Ciência                 |
| Abel da Costa Freitas Ximenes (FM)                            | Vice-Ministro do Comércio, Indústria e Ambiente               |
| Jacinto Rigoberto Gomes de Deus (CNRT)                        | Vice-Ministro da Solidariedade Social                         |
| Flávio Cardoso Neves (CNRT)                                   | Vice-Ministro dos Transportes e Comunicações                  |
| Secretários de Estado                                         |                                                               |
| Avelino Maria Coelho da Silva (independente)                  | Secretário de Estado do Conselho de Ministros                 |
| Maria Terezinha Dias da Silva Viegas (CNRT)                   | Secretário de Estado dos Assuntos Parlamentares               |
| Nélio Isaac Sarmento (CNRT)                                   | Secretário de Estado da Comunicação Social                    |
| Francisco da Costa Soares (Borolaku) (PD)                     | Secretário de Estado do Desenvolvimento Institucional         |
| Veneranda M. Lemos Martins (CNRT)                             | Secretário de Estado para Apoio e Promoção do Setor Privado   |
| Idelta Maria Rodrigues (CNRT)                                 | Secretário de Estado para a Igualdade de Género               |
| Miguel Marques Gonçalves Manetelu (CNRT)                      | Secretário de Estado da Juventude e Desportos                 |
| Ilídio Ximenes da Costa (CNRT)                                | Secretário de Estado da Formação Profissional e Emprego       |
| Roberto Sarmento de Oliveira Soares (independente)            | Secretário de Estado para as relações com a ASEAN             |
| Tomás do Rosário Cabral (CNRT)                                | Secretário de Estado para a descentralização da administração |
| Samuel Mendonça (PD)                                          | Secretário de Estado do Desenvolvimento Local                 |
| João Cardoso Fernandes (PD)                                   | Secretário de Estado da Floresta e Conservação da Natureza    |
| Rafael Pereira Gonçalves (CNRT)                               | Secretário de Estado das Pescas                               |
| Valentino Varela (CNRT)                                       | Secretário de Estado da Pecuária                              |
| Jaime Xavier Lopes (CNRT)                                     | Secretário de Estado da Terra e Propriedade                   |
| Ricardo Cardoso Nheu (FM)                                     | Secretário de Estado do Comércio                              |
| Filipus Nino Pereira (PD)                                     | Secretário de Estado da Indústria e Cooperativas              |
| Nominando Soares Martins Buras (PD)                           | Secretário de Estado do Meio Ambiente                         |
| Vítor da Costa (FM)                                           | Secretário de Estado da Segurança Social                      |
| Júlio Sarmento da Costa Metan Malik (PD)                      | Secretário de Estado dos Veteranos e Ex-combatentes           |
| Luís Vaz Rodrigues (CNRT)                                     | Secretário de Estado das Relações Públicas                    |
| Januário da Costa Pereira (CNRT)                              | Secretário de Estado da Eletricidade                          |
| Elias Pereira Moniz (PD)                                      | Secretário de Estado da Água, Higiene e Urbanização           |
| Júlio Tomás Pinto (CNRT)                                      | Secretário de Estado da Defesa                                |
| Francisco da Costa Guterres (CNRT)                            | Secretário de Estado da Segurança                             |
| Maria Isabel de Jesus Ximenes (CNRT)                          | Secretária de Estado da Arte e Cultura                        |

## Galeria de membros do Gabinete

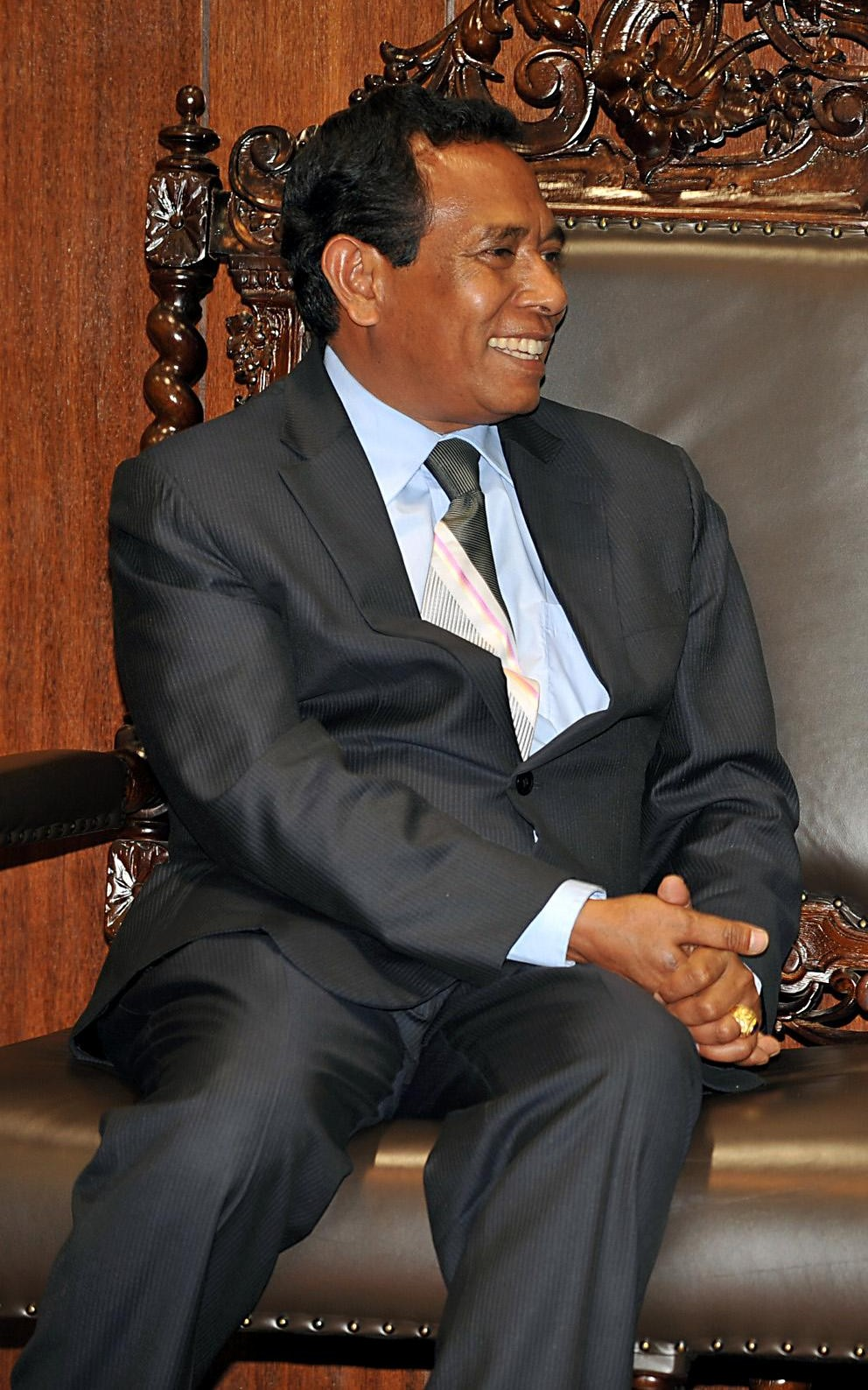
Fernando de Araújo, Vice-Primeiro-Ministro
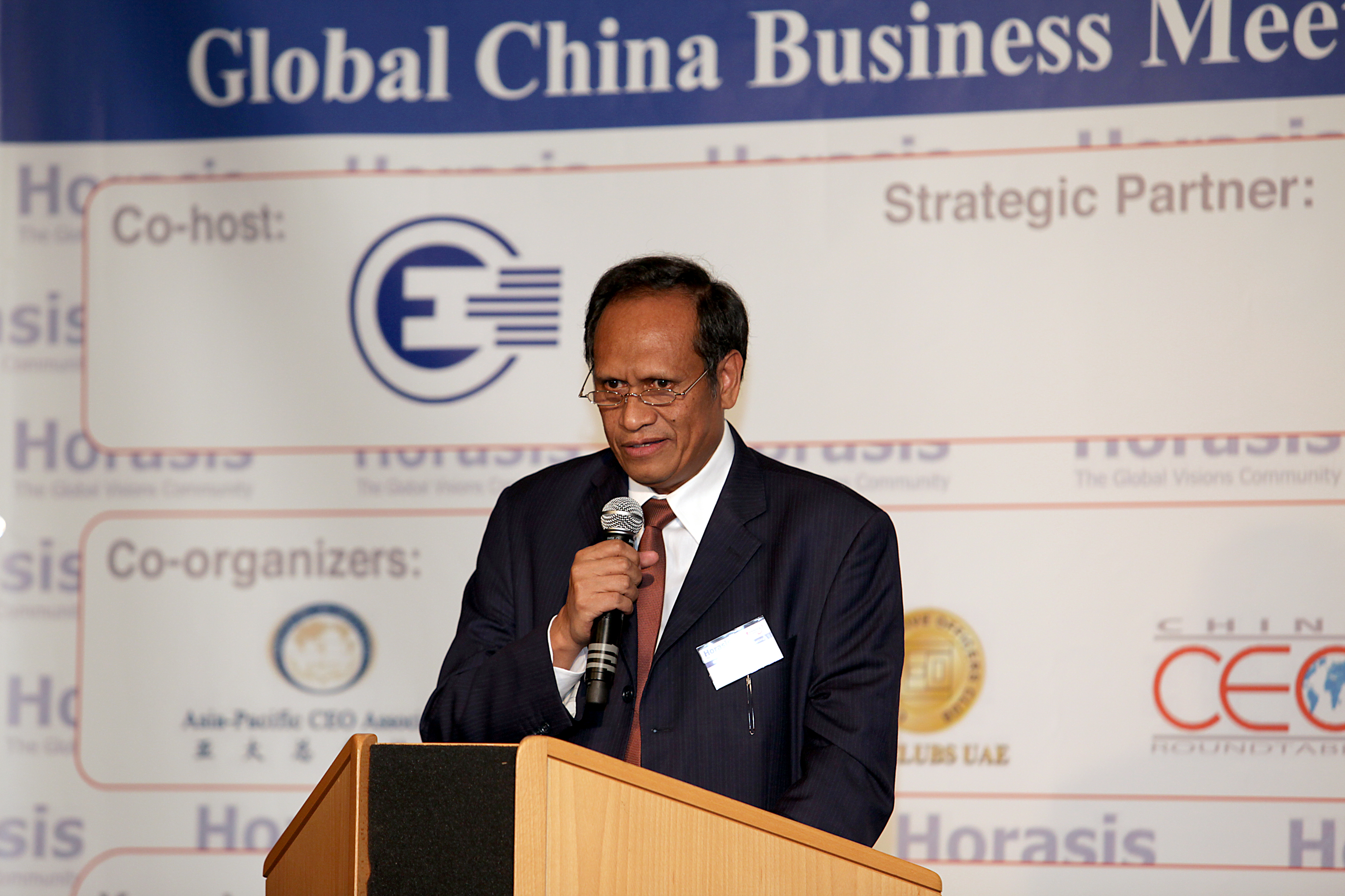
José Luís Guterres, Ministro Dos Negócios Estrangeiros
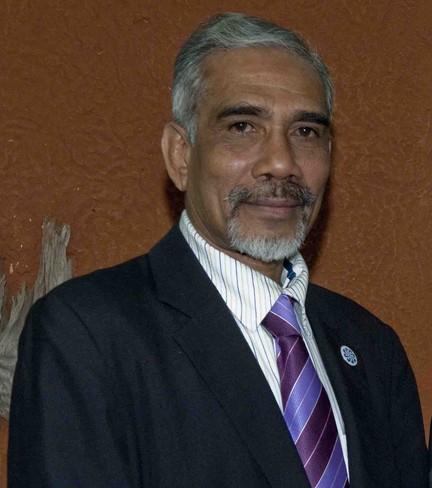
Virgílio Simith, Vice-Ministro das escolas básicas e secundárias
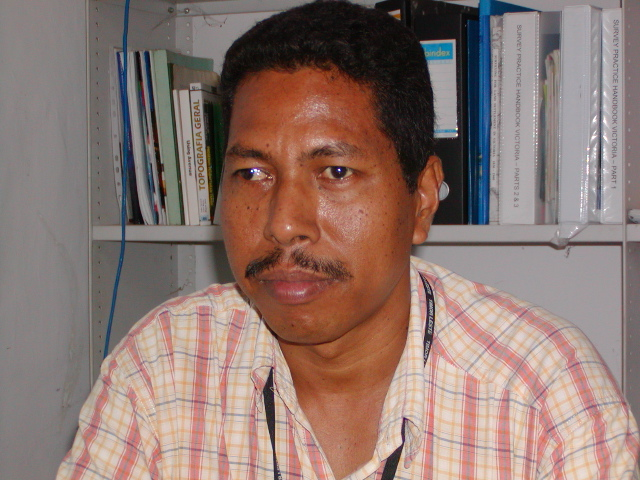
Jaime Xavier Lopes, Secretário de Estado de terras e imóveis